# Stroganowia
Stroganowia é um género botânico pertencente à família Brassicaceae.